# Tragedia de la pagoda de Bocaue
La Tragedia de la Pagoda de Bocaue fue un accidente fatal ocurrido el 2 de julio de 1993, durante el Festival del Río Bocaue en Bocaue, Bulacán, en Filipinas. El accidente fue el resultado del hundimiento de la pieza central de las festividades, una pagoda flotante, que provocó la muerte de más de 200 personas.

## Antecedentes

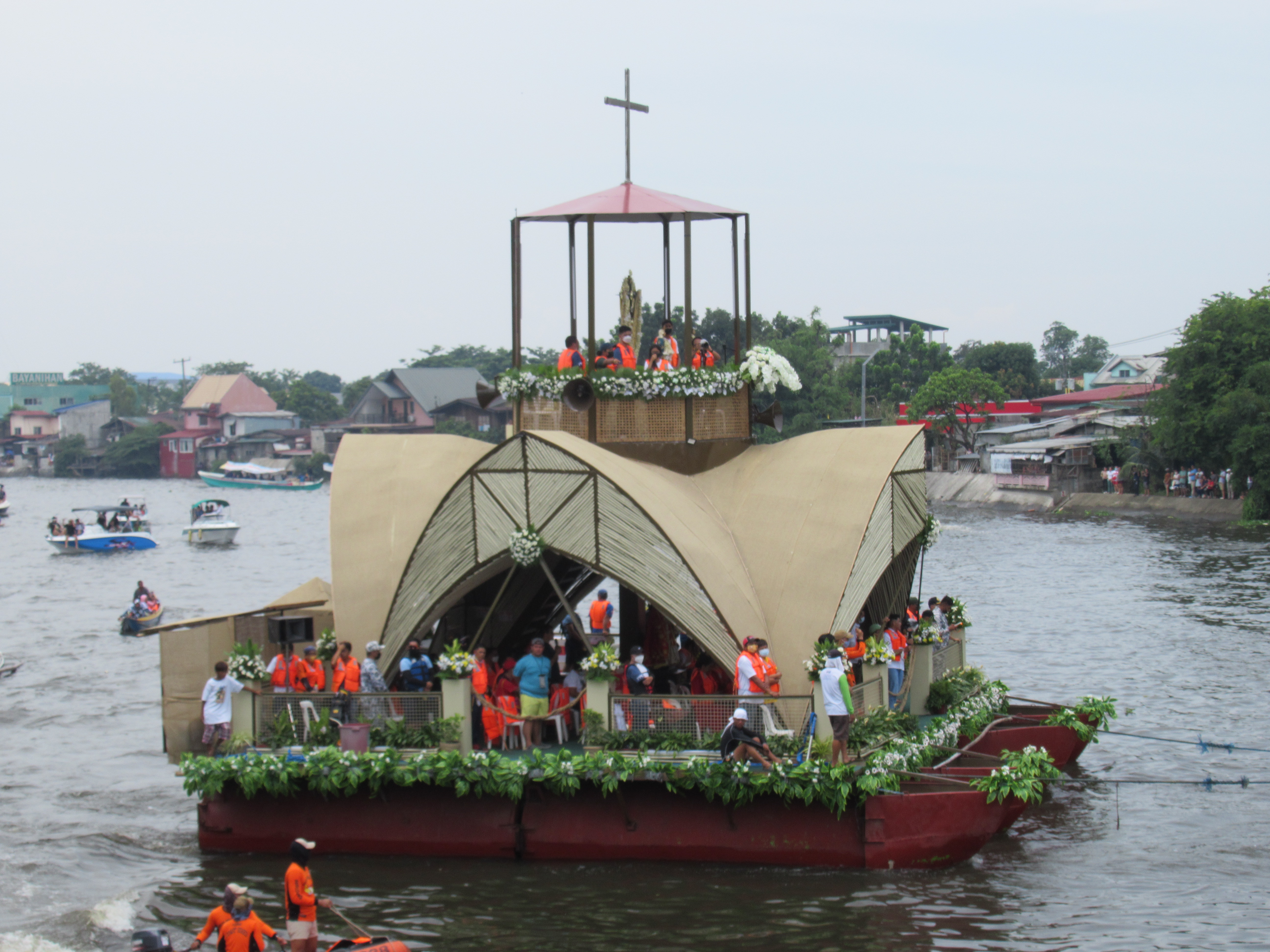
Una pagoda flotante, esta es del año 2022 y de menor tamaño que la accidentada.

El Festival del Río Bocaue es una celebración anual que se lleva a cabo cada primer domingo de julio en Bocaue en honor a la Santa Cruz, el Mahal na Poon ng Krus sa Wawa , establecida en 1850 en el río Bocaue, afluente del río Santa María. Las festividades involucran una pagoda decorada encima de una barcaza rodeada de pequeños botes que la acompañan. En lo alto de la pagoda se encuentra una réplica de la santa cruz.

## Accidente
Se estimó que la pagoda de las celebraciones de 1993 albergaba entre 800 y 1.000 devotos. A las 20.15 horas se produjo el accidente cobrando la vida de entre 226 y 279 personas. La pagoda flotante se hundió en medio del río Bocaue entre los barangays de Bunlo y Bambang. La pagoda tenía 20 pies de altura.
Según testigos, muchas de las personas a bordo de la pagoda se vieron obligadas a desplazarse hacia un lado de la barcaza en reacción a un kwitis (cohete) que volaba hacia la pagoda. El peso concentrado de las personas a bordo inclinó la barcaza. Las personas a bordo de la pagoda entraron en pánico al escuchar el sonido de un crujido de madera. La estructura de la pagoda se derrumbó y gradualmente se hundió hasta el lecho del río.
Los testigos afirmaron que los pescadores de la orilla del río dirigieron sus barcos de pesca hacia la pagoda que se hundía para intentar salvar a la gente de la pagoda. La luz de la pagoda todavía estaba encendida y su generador de energía aún estaba operativo cuando la pagoda se hundió, lo que hizo que muchas personas creyeran que la electrocución causó algunas de las muertes.
Sahjid S. Bulig, de trece años, y su amigo Richard Celestino, ambos miembros de los Boy Scouts de Filipinas (BSP), pudieron salvar a ocho niños que estaban en la pagoda, y Bulig salvó a seis al regresar continuamente a la pagoda. a pesar de las advertencias de Celestino. A la mañana siguiente del incidente, se descubrió que Bulig había fallecido.

## Consecuencias

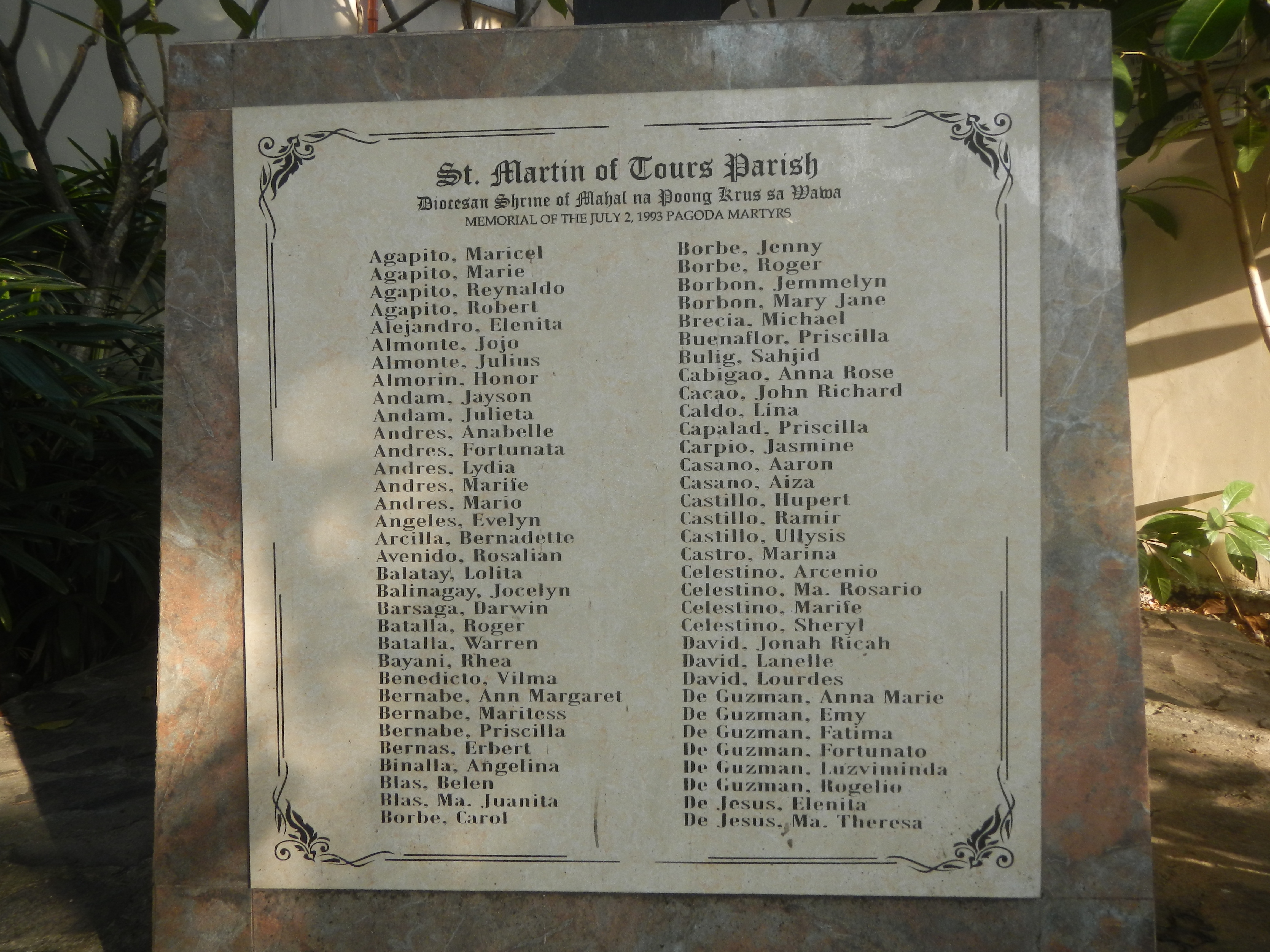
Memorial dedicado a los "Mártires de la Pagoda de 1993" o a las víctimas del accidente.

Las operaciones de recuperación de las víctimas duraron varios días. Las víctimas fueron revisadas para detectar signos vitales en diferentes hospitales de la zona. Los cuerpos de los fallecidos fueron identificados en la plaza del pueblo, mientras que la cancha de baloncesto sirvió como morgue. Se creía que las víctimas del incidente involucraban a familias enteras.
El 31 de octubre de 1993, el BSP otorgó póstumamente a Bulig la Medalla de Honor de Oro, mientras que a Celestino le otorgaron la Medalla de Honor de Plata, ambos por sus actos heroicos en la tragedia. En el mismo año, el Departamento del Interior y Gobierno Local creó el Premio Presidencial Sahjid Bulig al Heroísmo, en honor a las acciones y el sacrificio de Bulig.

### Festival de 1994 y pausa
Las celebraciones del Festival del Río Bocaue en 1994 fueron reducidas. La nueva pagoda construida tenía sólo 2 pies de altura en comparación con la pagoda de 4 pies de altura de 1993. Sólo se permitió subir a la balsa a 50 personas. 12 barcos acompañaron la pagoda. La policía y los socorristas militares estaban apostados a lo largo de la ruta de la procesión de la pagoda. El acto se desarrolló en horas de la mañana y comenzó a las 10:00 horas. Los familiares de la tragedia de 1993 hicieron flotar flores y velas en el río en honor a sus seres queridos. También se celebró una misa por las víctimas. El 2 de julio se convirtió en un día de luto por las víctimas de la tragedia de 1993.

### Renacimiento de 2014
La iglesia y los funcionarios locales decidieron reactivar la gran procesión y construir una gran pagoda para la edición 2014 del festival, después de idear medidas de seguridad para los devotos. La decisión surgió como un intento de impulsar la economía local de Bocaue.
Para el festival se construyó una pagoda de 48 pies o tres pisos de altura que se encuentra encima de tres grandes barcos alquilados en Malabon. La planta baja de la pagoda cubría 200 metros cuadrados. La pagoda de madera fue reforzada con acero. Los cambios incluyeron permitir que sólo 150 devotos abordaran la pagoda por viaje. Cada devoto debía registrarse y usar un chaleco salvavidas, y a las mujeres embarazadas no se les permitía subir a la pagoda. El empresario Rubén Mercado, quien presidió el comité de fiestas, dijo que la restauración de la fiesta fluvial era necesaria "para aliviar a la gente de la culpa y el dolor que han cargado durante 21 años".